# Shama de les Filipines
El Shama de les Filipines (Copsychus mindanensis) és una espècie d'ocell de la família dels muscicàpids (Muscicapidae) endèmica de les Filipines. El seu estat de conservació es considera de risc mínim.